# Новин, Гити
Гити Новин (англ. Guity Novin; род. 21 апреля 1944, Керманшах) — иранско-канадская художница и скульптор, основательница движения транспрессионизма (англ. Transpressionism).

## Биография
Гити Новин родилась 21 апреля 1944 году в Керманшахе (Иран), живёт и работает в Ванкувере и Торонто. Окончила факультет изобразительных искусств в Тегеране в 1970 году. После Ирана, в 1975 году она переехала в Гаагу (Нидерланды), а затем в Манчестер (Великобритания), где завершила своё обучение.
В 1980 году на эмигрировала в Канаду и поселились в Оттаве (Онтарио). После короткого пребывания в Кингстоне (Онтарио), обосновался в Ванкувере (Британская Колумбия).
Гити Новин называют одной из самых известных канадских художников, одной из немногих, чьё искусство передает её страстные философские идеи.
В 1994 году на основала движение транспрессонизма. Работы Гити Новин полны вдохновения, зритель ощущает мироздание идеального мира. Художник знает, как толковать мифы и легенды нашего человеческого опыта. Она напоминает нам о том, что настоящее искусство нужно для обеспечения постоянной памяти человечества. Её работы представляют собой исследования нашей коллективной человеческой памяти, и это дает возможность объединиться в нашем опыте о нашей боли и радости. Работы ведут к открытию для нас и, в конечном итоге, к расширению области неизученной памяти.

### Графический дизайн
Гити Новин работала графическим дизайнером. Она творила плакаты и иллюстрировала журналы в Иране в течение периода 1960-70-х годов. Она также являлась дизайнером Первого международного кинофестиваля в Тегеране. В Оттаве ее рисунки были опубликованы в журнале The Silence в 1980-х годах.